# Hettstedt
Hettstedt er en by i det sydlige Harzvorland i landkreis Mansfeld-Südharz i den tyske delstat Sachsen-Anhalt. Den ligger cirka 50 km syd for Magdeburg, og 40 km nordvest for Halle (Saale), og er administrationsby for Verwaltungsgemeinschaft Hettstedt. Hettstedt ligger i den sydøstlige ende af Harzen ved floden Wipper.
Byen er kendt for den tidligere kobberminedrift og en stadig betydningsfuld Nichteisen-Metallurgi, såsom sølv og små mængder nikkel og guld.
I Kaiser Friedrichminen tæt på byen, blev den første dampmaskine i Tyskland taget i brug, den
23. august 1785. Hettstedt er nævnt så tidligt som 1046; i 1220 var der et slot, og i 1380 fik den købstadsrettigheder. Byen hørte i en periode under Sachsen, og kom under Preussen i 1815.